# Rażny
Rażny – wieś w Polsce położona w województwie mazowieckim, w powiecie węgrowskim, w gminie Sadowne. Ma status sołectwa.
| SIMC    | Nazwa | Rodzaj  |
| ------- | ----- | ------- |
| 0685995 | Klin  | kolonia |

Prywatna wieś duchowna Raźny położona była w drugiej połowie XVI wieku w powiecie kamienieckim ziemi nurskiej województwa mazowieckiego, dobra wspólne kapituły kolegiackiej św. Jana Chrzciciela w Warszawie. W latach 1975–1998 miejscowość administracyjnie należała do województwa siedleckiego.
Jest to najstarsza wieś w gminie Sadowne. Pierwsza wzmianka w dokumentach o wsi pojawia się w 1425 r. Na początku XV w. Rażny były centrum tzw. dóbr rażneńskich, należących do kolegiaty św. Jana Chrzciciela w Warszawie. Rażny początkowo należały do parafii w Wyszkowie, potem w Broku, a od 1524 r. do parafii w Sadownem. W 1818 r. wieś wchodziła w skład włości kołodziąskich, należących do hr. Zamoyskiego. W sierpniu 1944 r. wieś została zniszczona w 90% przez cofające się wojska niemieckie. W maju 2005 r. wieś liczyła 83 stałych mieszkańców, ale było też 9 właścicieli domków letniskowych. Wieś leży w całości na terenie Nadbużańskiego Parku Krajobrazowego.
Wierni kościoła rzymskokatolickiego należą do parafii św. Jana Chrzciciela w Sadownem.